# 念仏寺 (八尾市)
念佛寺（ねんぶつじ）は、大阪府八尾市にある融通念仏宗の寺院。山号は龍興山。河内西国霊場第2番札所。

## 歴史
創建は暦応4年(1341年)8月、盤龍上人による。

## 札所
河内西国霊場
1 大聖勝軍寺　--　2 念佛寺　--　3 西方院

## 交通
- 近鉄大阪線 久宝寺口駅下車、徒歩15分（南西方向）
- JR大和路線 久宝寺駅下車、徒歩10分（北方向）

## 周辺情報
- 久宝寺寺内町 - 寺内町ふれあい館
- 顕証寺